# Diaptomus negrensis
Diaptomus negrensis is een eenoogkreeftjessoort uit de familie van de Diaptomidae. De wetenschappelijke naam van de soort is voor het eerst geldig gepubliceerd in 1975 door Andrade & Brandorff.